# Campethera
Campethera är ett fågelsläkte i familjen hackspettar inom ordningen hackspettartade fåglar med tio arter som förekommer i Afrika söder om Sahara:
- Epifytspett (C. tullbergi)
- Finbandad hackspett (C. taeniolaema)
- Grönryggig hackspett (C. maculosa)
- Nubisk hackspett (C. nubica)
- Småprickig hackspett (C. punctuligera)
- Miombospett (C. bennettii)
- Tanzaniaspett (C. scriptoricauda)
- Knysnaspett (C. notata)
- Guldstjärtad hackspett (C. abingoni)
- Mombasaspett (C. mombassica)

Termitspett (Pardipicus nivosus) och brunörad hackspett (P. caroli) inkluderades tidigare i Campethera, men urskiljs till släktet Pardipicus efter genetiska studier.